# Casper, escola d'ensurts
Casper, escola d'ensurts (títol original en anglès, Casper's Scare School) és un telefilm animat de 2006 basat en el personatge de dibuixos animats de Casper, creat per Harvey Comics. La pel·lícula es va estrenar a Cartoon Network el 20 d'octubre de 2006. Va ser produïda per Classic Media. S'ha doblat al català.
El 2009 es va produir una sèrie de televisió homònima, així com un videojoc el 2008. Ape Entertainment va publicar un còmic homònim, publicat en dos números des d'octubre de 2011 fins a juny de 2012.